# San Antonio (Intibucá)
San Antonio (uit het Spaans: "Sint-Antonius") is een gemeente (gemeentecode 1010) in het departement Intibucá in Honduras. De gemeente grenst aan El Salvador.
De plaats is gesticht op de plek van een landgoed dat ook San Antonio heette. Hieromheen lagen de landgoederen San Cristóbal, San Jacinto en Santa Teresa.
San Antonio ligt op 88 km van La Esperanza, op een geaccidenteerd terrein. Door de gemeente lopen de rivieren Lempa en Torola.

## Bevolking
De bevolking is als volgt verdeeld:
| Vrouwen | 2917 | 52% |
| Mannen  | 2697 | 48% |

## Dorpen
De gemeente bestaat uit acht dorpen (aldea), waarvan het grootste qua inwoneraantal: San Antonio (code 101001) en San José (101006).